# 極道超女
《極道超女》，是大武政夫創作的日本漫畫。在enterbrain發行的隔月漫畫雜誌《Fellows!》第8期（2009年12月發售）發表短篇，後在第11期B（2010年6月發售）正式開始連載。2017年9月宣布電視動畫化，於2018年4月6日起由AT-X電視台首播，日本國外由bilibili獲得版權同步時段播映。

## 故事大綱
突然出現在房間的橢圓球體，竟跑出一個小女孩，還是個超強的超能力少女？！在少女的暴力脅迫下，黑社會幹部新田不得不屈服，讓少女寄宿家裡。新田不知道，這個決定，將會使他的人生從此天翻地覆！

## 登場人物

### 新田家
新田義史（聲優：中島良樹）
本作男主角。蘆川組的極道（黑道）、原受芦川組老爺子器重的年輕又能幹的黑道干部，在原作36話成為新若頭。左眼上的傷疤是當內藤龍彥小弟的時候因為沒有及時給內藤龍彥點香煙被用煙灰缸打的。其實非武鬥派，是個知識分子。父親已故，其餘家庭成員是在老家居住的母親和妹妹新田美佳。
平常偶爾會表現出黑道的粗俗，但其實是個女子力超高的新好男人，在幫助小雛料理生活後練就了一身做便當的手藝；此外擅長生意運營但不擅長打架，自認是演技派高手；對陶壺有不一般的熱愛之情，會參加拍賣會，也甚至買了一塊地，進貨泥土來自製陶壺，結果被警方認為在販毒。
被超能力少女雛強行寄宿在自己家裡之後，不知不覺幹起了保姆的行當，被別人誤會為是雛的父親；雖然表面上嫌雛很麻煩，但心裡對雛有一定的重視，也將杏子視作自己的女兒，在杏子獨立開設移動拉麵攤後每週會固定去光顧三次。
因為雛、杏子等超能力者的緣故，得到了“組中第一武鬥派”的稱號，逐漸成為了黑道中的傳說，地位水漲船高；也漸漸地被其他人看重與忌憚，機緣巧合之下黑道成員升為幹部，現在則成為了蘆川組的若頭；被人稱渴望鮮血、暴力、金錢的男人「平成的怪物」。
在悠揭曉未來後，因為覺得與自己無關而沒有興趣去改變，卻引起努力改變未來的瞳不滿，因為超人會的關鍵人物與他幾乎都有關聯，而他卻想要置身事外。為了懲罰逃避的新田，瞳動用所有手段奪走新田的一切事業，迫使新田跪於瞳的腳下，加入改變未來的行列，從此被稱為「平成的怪物，令和的下僕」。雖是如此，新田還是覺得超人會與自己無關而提不起勁，直到外來的自己傳訊息告訴他，如果不改變未來，心愛的壺就會在超人會引起的動亂中成為碎片；但如果改變了未來，他則可以每天泡在壺堆裡安享天年。因此決定出資幫助雛去完成山本晶的幻象搖滾夢。
本篇雖然沒有實際說明年齡，但在第11卷宣傳簡介新田的年齡為36歲。
雛（聲優：田中貴子）
作品中第一位登場的超能力少女。初登場時伴隨著橢圓形器皿傳送至新田家的神秘超能力少女，自稱接受命令是自己唯一的存在價值，對大人的印象就是發布命令的群體，但是對新田並不客氣，以反正沒地方可去為理由，靠著超能力威脅強行住進了新田家；經常捉弄新田，並對他毫不客氣，在故事後期漸漸地融入新田家並為新田著想。
性格天然，缺乏常識，有著令周圍的人不知不覺就照顧她的天賦，亦有進入命令模式後令人恐懼的一面，應變能力為零。此外喜歡高級的食材，特別喜歡魚子醬，但實際上沒有能區別高級品和低級品的味覺。
擁有非常強的超能力，為超人會的最高傑作。自身還會不斷儲存能量，有著如果不使用就會因為能力溢出而失控的缺點，所以組織給雛佩戴了項圈，違反命令時會讓雛“掉腦袋”，曾因能力失控毀掉一座城市而一度被封印，暴走原因不明但項圈也因此毀壞。日後該事件成為了內戰爆發的導火線。
被新田收養，以新田為假姓安排去渡邊中學上學，在故事開始三年時正式成為高中生，進入帝邊高中，外貌也成熟了許多。
在外來新田傳來的訊息得知在沒有超人會的未來中，自己頭帶著VR設備玩著MMORPG，直到59歲還在當家裡蹲。嚮往這樣的生活火的她下定決心完成山本晶的幻象搖滾，從而阻止超人會的誕生。
曾經拆穿瞳對新田抱有好感，被瞳反問後表示並不在乎。
在結局時，從高中畢業後就讀開發遊戲的專科學校，為自己做出想玩的遊戲而努力。

### 超人會
杏子（聲優：村川梨衣）
作品中第二位登場的超能力少女。來自與雛同一個組織，擁有與雛相同的意念操控能力，接受超人會的命令前來追殺雛的好戰份子，剛來到時出現在大街上，並毀滅了暴走族「邪神龍」並奪取了他們的衣服穿。後來碰巧與新田和小雛相遇，在新田所定立的新戰斗方式中敗給了雛。事後意圖偽造已經殺死雛的假象來幫助雛，結果因為傳送裝置的故障被迫留了下來，據斑鳩景所言已被組織當作戰死處理。
故事一開始自尊心過剩，死要面子且好戰，卻並非不懂變通，常識僅比雛多一些；
因為沒有生活和自理能力，一直過著流浪的生活；後來為了生存而加入荒川流浪團伙，受到眾人許多幫助；後在詩子的介紹下被商店街的中華餐館的老闆夫婦收留，在餐館將要歇業之後為了報答夫婦的恩情以及繼承老闆的手藝而開起了移動拉麵攤，繼承了林夫婦的手藝。最後稱林夫婦爸爸媽媽。
在流浪生活後溫柔善良的性格漸漸顯現，變的極為獨立乖巧懂事，而且對養父母非常孝順，但自尊心的關係喜歡凡事靠自己。
性格非常單純常常被阿三欺騙，由於跟雛的與杏子差距太大，而讓新田父愛大發徹底為杏子陷入瘋狂，攸關性命的項圈已在小雛的幫助下解除其機能，被雛強行拉去進行完成山本晶幻象搖滾夢計畫。
結局時，在新田的幫助下借到一筆錢，讓林夫婦的中華餐館重新開張，藉著多年來累積的客源讓店家生意欣隆。
真緒（聲優：小澤亞李）
作品中第三位登場的超能力少女。因斑鳩的命令前往日本卻因為坐标传送错误，只身降落到南海的一无人小岛上并遗失了球型传送装置。在孤岛上太过寂寞，用椰子制作了两个人偶，命名做“小雛”和“杏子”，并与之交谈。后乘坐自制木筏來到泰國，運用超能力街頭賣藝維生，隨後流浪到中国某地被誤認為是內家拳達人而被武馆收留学习超人拳法（其實是被當作招生的活廣告）。
机缘巧合下从前来学习气功的摇滚歌手晶得知新田雛等人在日本的消息，遂前往日本开设超人拳法日本分部。攸關性命的項圈已在小雛的幫助下解除其機能。
被雛強行拉去進行完成山本晶幻象搖滾夢計畫。
在結局時，已成為日本知名藝人，甚至將要進軍好萊塢，同時依舊協助著山本晶的幻象搖滾。
斑鳩景（聲優：內山夕實）
小雛等人所屬組織的保全主任。被組織派來調查雛的現狀，十分懼怕雛的能力，對雛的一系列改變顯得非常震驚，為了測試雛是否會收養被遺棄的小動物而買了一條狗，最後不得已自己養並取名“ Life”，曾窮到在河邊拔野草煮飯，想要帶回雛的時候卻因雛的球型傳送裝置丟失而不得不放棄。
後來跟打工的超市的店長結婚，並且生了3個孩子，第4個正在腹中，是個隨遇而安的人。
山本晶（聲優：八代拓）
街頭演奏搖滾樂團體"中央公園"的其中一員，在小雛被新田趕出家門時，教她如何賺錢的人，在那之後與小雛的超能力合作演奏成功在街上取得大人氣，在小雛退團後仍以"幻象搖滾"作為主題表演但發展並不順利。
三年後在休團期間偶然看到真緒所表演的"氣功真隨"的影片，認為跟小雛的幻象表演很相似而前往中國學習超人拳法，之後與真緒一起回到日本開設超人拳法教室。
未來，在瞳的幫助下獲得大量技術及資金，為了實現幻象搖滾而不斷的研究超能力，並成立超人會創造超能力者，但在政府消滅超人會後被捕，在審問期間述說「我只想實現幻象搖滾而已啊……」
在結局時，依舊作為幻象搖滾在音樂界闖蕩。

### 學校
三嶋瞳（聲優：本渡楓）
初中一年三班學生，雛的同班同學。非常照顧雛。性格隨和，注重他人感受，不擅於拒絕別人的請求，時常被人坑去幫忙。白天在學校時，是品學兼優生兼學生會書記代理，到了晚上則變成商店街酒吧的天才調酒師。有著一手連班主任也讚歎的調酒技術，瞞著家人攢了不少的錢，時薪為1500日元。
原作第31話開始獨立生活，同時做多份兼職，擁有廣泛的人脈，獲得母親的認同。小瞳想去美國學習英語，但因為機票出錯和各種誤會，意外參加了軍事技能培訓，第一次射擊就能命中一公里外的目標。
三年後的瞳決定開創自己的公司不去上高中，但卻被松谷老師強制推薦入學進入真岳高中就讀，兼顧學生與社長的身分，並錄用了自己的父親。
從未來的山本晶的記憶中得知，即使到了30歲，身體仍然沒有成長，同時也是幫助對方建立超人會的關鍵人物。
因為與超人健身未來有強烈的關係，本人不想跟這個麻煩事扯上，由於壓力太大問題導致她直接放棄總裁位子，也是這個時候揭穿她只有高中學歷。並單身前往佛羅里達逃避事情。碰到兩名外國人討論企業相關事業，並被推從當上美國三大通信公司Magicast的CEO，她本人非常錯愕。當她發覺事態越來越往超人會的未來發展時，急忙找上新田求助，但新田總是事不關己的態度讓她感到火大，所以動用所有手段逼他投身到改變未來的行列。
對新田抱有好感，因為他是幾乎唯一還會把她當成普通少女來看待的人。曾試探性的問雛會不會在意自己的同學喜歡上新田，但雛表示並不在乎。
在結局時，已經擠進世界富豪的排行榜，個人資產已經超過五千億日圓。為了能過上普通的學生生活，多年來努力投資5G與AI等科技產業，讓她有時間上學，與紗夜和倉敷進入同一所大學。
松谷翼（聲優：野島健兒）
三嶋瞳的班級導師，小酒吧「Little Song」的常客。為了自身績效而不擇手段。
相澤紗夜（聲優：小松未可子）
瞳的好朋友。三年後與瞳還有倉敷進入真岳高中。
在結局時，從高中畢業後就讀大學，與瞳和倉敷進入同一所學校。
下田貴志（聲優：近木裕哉）
瞳與雛的同班同學。有被虐傾向。常與健吾在一起。對瞳有好感。三年後與雛進入帝邊高中並同班。
在結局時，從高中畢業後與雛就讀一樣的專科學校。
中田健吾（聲優：市川太一）
瞳與雛的同班同學。平頭男。常與貴志在一起。三年後與雛進入帝邊高中並同班。
在結局時，從高中畢業後就讀大學，已經交上女朋友了。
山中藤次郎
雛在帝邊高中的同班同學，留著雞冠頭，平常總是戴著寫著"殺"字口罩的不良少年，非常崇拜新田。
比起本名更希望被叫做"殺人雞"，但因為奇葩的行徑與口罩反倒被稱為殺口罩。
戴著殺字口罩的原因是小學時感冒，其母在口罩上寫了殺字以後給藤次郎戴上，宣稱"這樣病毒什麼的就會被秒殺"，
自稱是帶有回憶的靈魂裝備(班導横山想:原來這蠢會遺傳的)。
新田美佳在帝邊高中擔任空手道顧問以後因為崇拜新田而入部，成了被美佳每天揍臉的發洩對象之一。
新庄麻美（聲優：鈴木繪理）
瞳與雛的同班同學。意外發現雛使用超能力的，還特地約雛出來，在她面前直接說出妳是超能力者吧，雛當然直接回答是，所以知情她是超能力者。
在結局時，從高中畢業後就讀大學，正在籌辦超自然社團。
倉敷
與瞳和雛的同班班長。為了推薦入學只會對有印象加分的事物感興趣。三年後與瞳還有紗夜進入真岳高中。
在結局時，從高中畢業後就讀大學，與瞳和紗夜進入同一所學校。
前田仁志
瞳與雛的同班同學。蘆川组的内藤龙彦的親生兒子。暗戀對象是雛。三年後也進入真岳高中。

### 浅賀商店街
櫻詩子（聲優：日笠陽子）
新田常去的小酒吧「Little Song」的店長兼調酒師，年輕女性，特徵是左眼角的淚痣。新田曾經試著追求她，但因為詩子認為新田的生活中心是小雛而以「不能接受離過婚帶著孩子的男人」的理由拒絕，使新田遭受重大打擊。
在偶然之下發現三島瞳調酒的才能，於是用她身穿調酒師衣服工作的照片威脅，強行以時薪3000日圓雇用瞳成為酒吧的調酒師，成為瞳之後捲入各種被介紹工作的開端。由於瞳在工作上太過能幹，詩子很快就變成可有可無的存在。在瞳出國遊學時發覺如今來Little Song的客人都是為了瞳而來的而信心崩潰。
瞳開公司離職後詩子一度將酒吧關門，過著整日打小鋼珠喝啤酒胡混度日的生活，但後來還是為了生計而重新開張。
田中（聲優：柳田淳一）
小酒吧「Little Song」的常客，阿三的父親。意外開啟瞳的調酒師之路的人。
林夫妻（聲優：山口太郎（夫）、槇原千夏（妻））
在商店街經營餐館「來來軒」的夫妻，收養了杏子當養女。

### 蘆川組
老爷子（聲優：柴田秀勝）
新田所处的芦川组的組長，現已引退。器重新田，受伤住院时听闻了新田的活跃后将其升为了干部。宠爱雏到甚至讓人覺得是溺愛，将雏像孙女一般看待。
馬場清（聲優：小山剛志）
新田所处的芦川组的前若頭，後升為組長。与各层组员關係很好，看似肥胖无用的和事佬，实际上却是个积极行动派。在老爷子中枪事件中派出了新田去袭击篠塚組組長，雏的能力暴走事件后更是亲自带领人马出击抓人，是不可小瞧的狠角色。
在繼承糾紛中因為跟班報信造成的誤會與內藤一同將新田灌水泥準備沉入東京灣，誤會解開後將若頭的位置讓給新田，老爺子引退後繼承組長的位置。
内藤龙彦（聲優：稻田徹）
性格凶残，实力强横，因拿刀干掉过四个持枪敌人而入狱，道上人称刽子手内藤。曾照顾过年青时期的新田，为人重义，出狱后第一想到的就是看望住院的老爷子。將超能力少女們製造出的破壞事件誤認為新田的戰績，而對新田刮目相看認可他作為一個黑道的成長。與已經離婚的前妻有一個兒子。
在繼承糾紛中因為跟班報信造成的誤會與馬場一同將新田灌水泥準備沉入東京灣，誤會解開後與馬場一同將新田拱上若頭，自己成為舍弟頭。
阿三（聲優：河西健吾）
新田所处的芦川组的舍弟。有着不错的能力，社会知识也相当丰富。但是性格單純，做事衝動，常常不小心害到周遭人，新田更是深受其害。
全名為「 田中三郎」。
膳場（聲優：柳田淳一）
芦川组的若頭輔佐。

### 親屬
新田美佳（聲優：本多真梨子）
新田的妹妹。
個性我行我素，動手比動腦快的問題兒童。
自小就相信"力量就是一切，學生時代起就是空手道段位持有者，打架沒有輸過，並且藉由毆打家附近的不良少年來練習絕招。
後來在電視台採訪時這些事蹟被移花接木成新田的風雲史。
原本在家鄉的公司工作，嫌做不下去後把辭呈甩在上司的臉上辭職。
來到東京投靠哥哥義史，卻整天啥也不幹只管喝酒耍廢，連見到此情此景的雛都暗自心想"將來絕對不要變成那樣子"。
之後在帝邊高中找到空手道顧問職位，每天以暴揍學生的臉"釋放壓力"為樂。
新田的母親（聲優：仲村香織）
新田的母親。
從沒看過她做家務，整天都在喝酒。
除了不會行使暴力基本上與美佳同類。
三嶋美奈子（聲優：櫻井浩美）
三嶋瞳的母親。

### 未來政府
悠
作品中第一位登場的超能力少年，也是作品中第四位超能力者，目的是為了阻止山本晶建立超人會。超能力與雛不分上下，但掌握力量的經驗上卻輸給雛。原定是幫助山本晶完成搖滾幻象來阻止山本晶建立超人會，不明原因下變成集結各方在未來影響超人會建立的成員並解說未來的情況來改變未來。
對自身的超能力非常自豪，但卻不會過於狂妄自大，敗給雛後從中吸取教訓來提升自己的超能力，實際上是個會為滿足自己好奇心而無視他人感受的少年。扭曲的性格下還是有著一般正常人的常識，行為上有些脫序外都還在普通常識下行動。

### 其他
泰叔（聲優：辻親八）
町內的宮川公園居住的流浪漢，曾經以一萬元的代價將杏子現在地點情報賣給新田，之後在杏子被商店街的人追討時幫助她逃脫，並教導杏子錢的重要與流浪生活的人。
茂叔（聲優：古川伴睦）
町內的宮川公園居住的流浪漢。
朝霧志保（聲優：M·A·O）
瞳初中時在公司的同事前輩。
師父（聲優：相馬康一）
中國超人拳法師傅。見到流浪中賣藝的真緒，收留後利用真緒為超人拳法招生，在中國國內開設十個分部。以需外家拳技藝的鐵人刁難真緒失敗後，讓真緒前往日本開設分部。

## 出版書籍

### 單行本
| 卷數 | enterbrain     | enterbrain             | 台灣角川       | 台灣角川               |
| 卷數 | 初版發售日期   | ISBN                   | 初版發售日期   | ISBN                   |
| ---- | -------------- | ---------------------- | -------------- | ---------------------- |
| 1    | 2011年7月15日  | ISBN 978-4-04-727381-8 | 2012年7月4日   | ISBN 978-986-287-779-1 |
| 2    | 2011年11月15日 | ISBN 978-4-04-727629-1 | 2012年9月26日  | ISBN 978-986-287-953-5 |
| 3    | 2012年3月3日   | ISBN 978-4-04-727878-3 | 2012年12月12日 | ISBN 978-986-325-124-8 |
| 4    | 2012年12月25日 | ISBN 978-4-04-728603-0 | 2013年12月25日 | ISBN 978-986-325-737-0 |
| 5    | 2013年7月13日  | ISBN 978-4-04-729003-7 | 2014年6月18日  | ISBN 978-986-366-003-3 |
| 6    | 2014年3月3日   | ISBN 978-4-04-729497-4 | 2014年11月14日 | ISBN 978-986-366-230-3 |
| 7    | 2014年9月13日  | ISBN 978-4-04-729918-4 | 2015年8月13日  | ISBN 978-986-366-678-3 |
| 8    | 2015年3月3日   | ISBN 978-4-04-730270-9 | 2016年1月14日  | ISBN 978-986-366-919-7 |
| 9    | 2015年9月13日  | ISBN 978-4-04-730616-5 | 2016年8月21日  | ISBN 978-986-473-257-9 |
| 10   | 2016年3月3日   | ISBN 978-4-04-730931-9 | 2017年1月19日  | ISBN 978-986-473-488-7 |
| 11   | 2016年9月15日  | ISBN 978-4-04-734246-0 | 2018年2月8日   | ISBN 978-957-564-050-7 |
| 12   | 2017年3月3日   | ISBN 978-4-04-734422-8 | 2018年5月16日  | ISBN 978-957-564-204-4 |
| 13   | 2017年9月15日  | ISBN 978-4-04-734628-4 | 2018年5月16日  | ISBN 978-957-564-205-1 |
| 14   | 2018年3月15日  | ISBN 978-4-04-734835-6 | 2019年3月18日  | ISBN 978-957-564-799-5 |
| 15   | 2018年9月15日  | ISBN 978-4-04-735136-3 | 2019年11月11日 | ISBN 978-957-743-356-5 |
| 16   | 2019年3月1日   | ISBN 978-4-04-735356-5 | 2019年11月11日 | ISBN 978-957-743-357-2 |
| 17   | 2019年9月14日  | ISBN 978-4-04-735622-1 | 2020年12月16日 | ISBN 978-986-524-108-7 |
| 18   | 2020年4月15日  | ISBN 978-4-04-736111-9 | 2020年12月16日 | ISBN 978-986-524-109-4 |
| 19   | 2020年8月12日  | ISBN 978-4-04-736171-3 | 2021年8月18日  | ISBN 978-986-524-711-9 |

## 電視動畫
于2018年4月開始播放。

### 製作人員
- 原作：大武政夫
- 導演：及川啟
- 劇本統籌、編劇：大知慶一郎
- 人物設定、總作畫監督：神本兼利
- 助導演：松原桂
- 主要動畫師：桝田邦彰、竹內哲也、荒木涼
- 美術指導：吉原俊一郎（日语：吉原俊一郎）
- 美術設定：青木薰
- 背景：美峰
- 色彩設計：岩井田洋
- 攝影指導：中村雄太
- 編輯：平木大輔
- 音效指導：本山哲（日语：本山哲 (音響監督)）
- 音響製作：MAGIC CAPSULE（日语：マジックカプセル）
- 音樂：三澤康廣
- 音樂製作：日本古倫美亞
- 動畫製作：feel.
- 製作：極道超女製作委員會

### 主題曲
片頭曲「Distance」
作詞、作曲：宮崎京一，編曲：，主唱：村川梨衣（杏子）
片尾曲
（第1話～第5話、第7話～第11話）
作詞、作曲、編曲：三浦誠司，主唱：中島良樹（新田義史）
（第6話）
作詞：Mitsu（TRYTONELABO），作曲、編曲：池田健仁（TRYTONELABO），主唱：石田燿子
（第12話）
作詞：Manami，作曲、編曲：Lucas，主唱：小澤亞李（真緒）
插曲
（第4話）
作詞：山本晶（大武政夫），作曲：三澤康廣，編曲：山崎真吾，主唱：八代拓［晶（CENTRAL PARK）］
（第12話）
作詞：Mitsu ，作曲、編曲：滝澤俊輔，主唱：千菅春香

### 各話列表
| 話數     | 日文標題 | 中文標題                   | 劇本       | 分鏡   | 演出       | 作畫監督                                                          |
| -------- | -------- | -------------------------- | ---------- | ------ | ---------- | ----------------------------------------------------------------- |
| 第一話   |          | 超能力少女出現！           | 大知慶一郎 | 及川啓 | 平井義道   | 神本兼利                                                          |
| 第二話   |          | 超能力的較量得這麼來！     | 大知慶一郎 | 及川啓 | 松原桂     | 立田真一、田頭沙織 辻上彩華                                       |
| 第三話   |          | 流浪生活入門篇             | 大知慶一郎 | 及川啓 |            | 桝田邦彰、立田真一 藤井結、辻上彩華                               |
| 第四話   |          | 逐出家門 Rock'n Roll Fever | 大知慶一郎 | 及川啓 | 佐佐木達也 | 謝宛倩、臼田美夫 關本美穗、杉山直輝                               |
| 第五話   |          | 三個臭皮匠擊敗諸葛亮       | 大知慶一郎 | 及川啓 |            | 小池惠、鈴木美音織                                                |
| 第六話   |          | 新田的爸爸是花花公子       | 大知慶一郎 | 及川啓 | 松原桂     | 川島尚                                                            |
| 第七話   |          | 杏子开始当看板娘           | 大知慶一郎 | 及川啓 | 名和宗則   | 立田真一、田頭沙織 河村明夫                                       |
| 第八話   |          | 而後雛依舊如故             | 大知慶一郎 | 及川啓 | 中田誠     | 阿部智之、鈴木美音織 小池惠、金井裕子 辻上彩華、古山瑛一朗        |
| 第九話   |          | 人生即生存                 | 大知慶一郎 | 及川啓 | 佐佐木達也 | 謝宛倩、張紹偉 服部憲知、武田芽衣 日高真由美、重本和佳子 村上直樹 |
| 第十話   |          | 川流不息                   | 大知慶一郎 | 及川啓 | 山田晃     | 原田峰文、大谷道子                                                |
| 第十一話 |          | 渴望鮮血、暴力、金錢的男人 | 大知慶一郎 | 及川啓 | 松原桂     | 立田真一、田頭沙織 川島尚                                         |
| 第十二話 |          | 雪祭                       | 大知慶一郎 | 及川啓 | 松原桂     | 日高真由美、清水慶太 柳伸亮、川島尚 中山美雪、櫻井正明            |

### 播放電視台
日本地區於2018年4月6日至6月22日21時00分（UTC+9）於AT-X首播。中國大陸由bilibili於20時00分（UTC+8）同步更新一集。

### BD&DVD
| 卷數 | 發行日期       | 收錄話數       | 規格編號   | 規格編號   |
| 卷數 | 發行日期       | 收錄話數       | BD         | DVD        |
| ---- | -------------- | -------------- | ---------- | ---------- |
| 1    | 2018年6月27日  | 第1話、第2話   | ZMXZ-12061 | ZMBZ-12071 |
| 2    | 2018年7月25日  | 第3話、第4話   | ZMXZ-12062 | ZMBZ-12072 |
| 3    | 2018年8月24日  | 第5話、第6話   | ZMXZ-12063 | ZMBZ-12073 |
| 4    | 2018年9月26日  | 第7話、第8話   | ZMXZ-12064 | ZMBZ-12074 |
| 5    | 2018年10月24日 | 第9話、第10話  | ZMXZ-12065 | ZMBZ-12075 |
| 6    | 2018年11月28日 | 第11話、第12話 | ZMXZ-12066 | ZMBZ-12076 |

## 資料來源
1. 1 2 3 4 5 6 7 8  . 電視動畫「極道超女」官方網站.   [2017-11-17]. （原始内容存档于2018-02-08） （日语）.
2. ↑  ヒナまつり　11  （页面存档备份，存于）
3. 1 2  名子日文版單行本第2卷初登場為アキラ(Akira)，第4卷再登場時卻變成了アツシ(Atsushi)，台灣官方譯名擇繼續沿用Akira也就是晶做為其名稱。另外根據動畫插曲全名應該是山本アツシ。
4. ↑  直到73話才公布全名，サブ(sabu)乃是"三郎"(saburou)的簡稱
5. ↑  . 電視動畫「極道超女」官方網站.   [2017-11-17]. （原始内容存档于2018-02-08） （日语）.
6. ↑  . 電視動畫「極道超女」官方網站.   [2017-11-17]. （原始内容存档于2018-02-08） （日语）.
7. ↑  . 電視動畫「極道超女」官方網站.   [2018-03-30]. （原始内容存档于2019-12-22） （日语）.

## 外部連結
- 電視動畫《極道超女》官方網站 （页面存档备份，存于）（日語）
- 電視動畫《極道超女》官方的X（前Twitter）（日語）